# توروکس
توروکس (به اسپانیایی: Torrox) یک دهستان در اسپانیا است که در استان مالاگا واقع شده‌است. توروکس ۵۱ کیلومتر مربع مساحت و ۱۶٬۸۹۰ نفر جمعیت دارد و ۱۲۰ متر بالاتر از سطح دریا واقع شده‌است.

## خواهرخوانده
شهرهای کیرکل و Mauléon خواهرخوانده‌های توروکس هستند.